# Přilba z Newsteadu

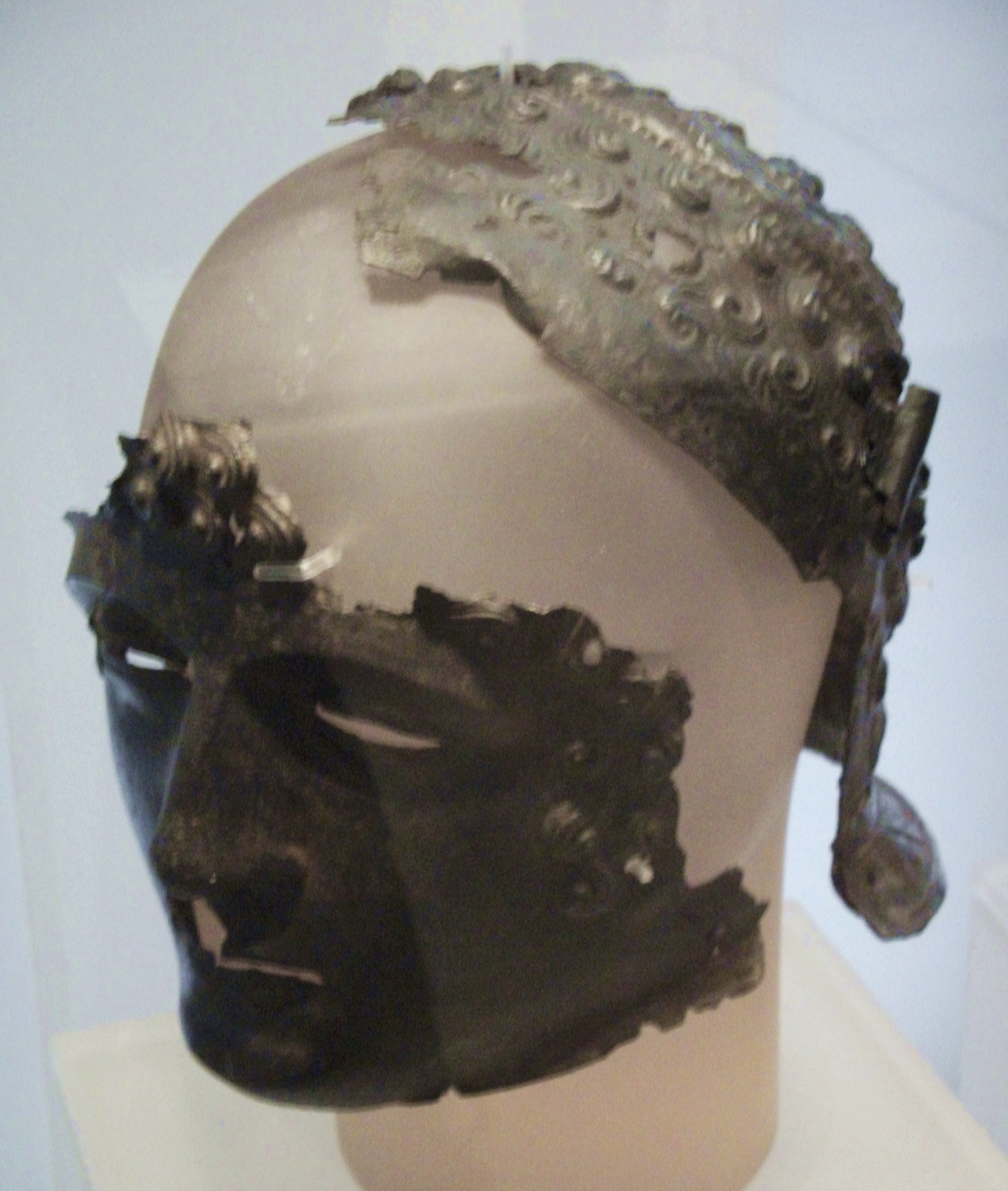
Přehlídková přilba s obličejovou maskou z tepaného železa, Národní muzeum Skotska

Přilba z Newsteadu je železná římská jezdecká přilba datovaná do období 80 až 100 n. l., která byla objevena roku 1905 v místě zaniklé římské pevnosti v Newsteadu, poblíž Melrose v Roxburghshire ve Skotsku. Dostala se do sbírky Newstead Collection v Národním muzeu Skotska v Edinburghu. Podobné přilby nosili příslušníci pomocného jezdectva tzv. hippika gymnasia. Její nálezce, James Curle, přilbu popsal jako "jednu z nejkrásnějších věcí, kterou po sobě zanechal ustupující příliv římských výbojů".

## Nález
Přilba byla objevena v roce 1905 během vykopávek vedených Jamesem Curlem v římské pevnosti Trimontium, která se nachází poblíž trojitého vrcholu Eildon Hill v Newsteadu. Podle tohoto kopce dostala název i pevnost (trimontium znamená tři kopce). Během vykopávek mezi únorem 1905 a zářím 1910 objevil Curle v pevnosti velké množství římských vojenských artefaktů, včetně částí římské zbroje, koňských postrojů, sedlových plátů a několika zdobených bronzových a železných jezdeckých přileb používaných během přehlídek. Pouze jedna z nich je z velké části zachovaná včetně obličejové masky. Tato přilba byla objevena v jámě z období flaviovské dynastie v jižní přístavbě pevnosti.

## Popis
Přilba sestává ze dvou částí, z hlavového dílu a obličejové masky. Obě části jsou vyrobeny z tepaného železa. Předtím, než byla přilba objevena, byla rozdrcena těžkými kameny, což vedlo k vážnému poškození části přilby, včetně zničení většiny její horní části nad čelem, a její rozdělení do dvou částí. Na zadní části přilby u krku, se nachází lem, ke kterému je připevněn tenký bronzový štítek s vyraženým chevronovým vzorem, avšak toto zdobení není tak jemné, jako je zdobení na jiných částech přilby. Na vnějším povrchu jsou stopy po stříbření nebo cínování a na vnitřní straně se dochovaly zbytky vlněné podšívky.
Maska má tvář mladíka s kudrnatými vlasy drženými ve vavřínovém věnci, což naznačuje keltský vliv. Na levé straně hlavového dílu je připevněna trubka, která by držela ozdobné chocholy, jak je popsal Arriános: "Jezdci nastupují plně vyzbrojeni a ti, kteří mají vynikající postavení nebo nadřízené postavení v jezdectvu, nosí pozlacené přilby ze železa nebo bronzu, aby k sobě přitáhli pohledy diváků. Na rozdíl od přileb vyrobených pro aktivní službu tyto nezakrývají pouze hlavy a tváře, ale jsou vyrobeny tak, aby pasovaly kolem obličejů jezdců s otvory pro oči, aby poskytovaly ochranu očí, aniž by narušovaly vidění. Z přileb visí žluté chocholy, záležitost dekoru i užitku. Jak se koně pohybují vpřed, sebemenší vánek přidává na kráse těchto chocholů."